# Hymenosoma
Hymenosoma is een geslacht van kreeftachtigen uit de klasse van de Malacostraca (hogere kreeftachtigen).

## Soorten
- Hymenosoma depressum Hombron & Jacquinot, 1846
- Hymenosoma gaudichaudii Guérin, 1829
- Hymenosoma geometricum Stimpson, 1858
- Hymenosoma hodgkini Lucas, 1980
- Hymenosoma orbiculare Desmarest, 1823